# 松本ひでおのショウアップナイターGO!GO!
松本ひでおのショウアップナイターGO!GO!（まつもとひでおのショウアップナイターゴー!ゴー!）はプロ野球シーズンオフ期間中の2008年9月29日から2009年3月27日にかけてニッポン放送で放送されていたスポーツ・情報生ワイドラジオ番組。パーソナリティはニッポン放送スポーツ部の松本秀夫アナウンサー。

## パーソナリティ
- 松本秀夫 - ニッポン放送スポーツ部アナウンサー

## アシスタント
- 新保友映 - ニッポン放送アナウンサー

## 放送時間
- 2008年9月29日 - 2009年3月27日
- 毎週月曜日 - 金曜日 17:30 - 20:30

## ネット局
月曜日 - 金曜日 19:00 - 20:30
- ラジオ福島、栃木放送、茨城放送、西日本放送、ラジオ沖縄

月曜日 - 金曜日 19:00 - 19:59
- 青森放送、東北放送、山形放送、新潟放送、信越放送、山梨放送、北日本放送、北陸放送、福井放送、和歌山放送、山陽放送、山陰放送、中国放送、高知放送、熊本放送、南日本放送

月曜日 - 金曜日 19:00 - 19:29
- KBS京都

火曜日 - 金曜日 19:00 - 19:59
- IBC岩手放送、秋田放送、静岡放送、山口放送、四国放送、南海放送、長崎放送、大分放送、宮崎放送

### ネット局に関する備考
- 関西・東海地方では、「黒沢年雄の元気でGo!Go!」のみ、CBCラジオ(JRN単独系列)、ABCラジオでネットしている（前年度までは菊正宗 ほろよいイブニングトークをネットしていた）。
- 関西区域の他の在阪NRN局(MBS,OBC)や東海ラジオ、STVラジオ、KBCラジオでは自社製作番組などの編成の都合で放送されていない。これらの地域および月曜日をネットしない局の月曜日では、19時台のCMのみネットされている。(関西区域は毎日放送でネット)

これらの地域では周辺の放送局を受信することで聴取することも可能。
- スペシャルウィークやニッポン放送が特別番組を編成している場合、最大20:50まで放送される場合がある。

## タイムテーブル
- 17:30 - オープニング
- 17:44 - SUZUKIアリーナ夕焼け応援団　クイズショウアップアリーナ
- 17:56 - 556天気予報
- 17:57 - 交通情報(1)
- 18:00 - 今日のニュース（オープニング2）
- 18:10 - スポーツ一本釣り
- 18:20 - 今日の特集
- 18:28 - 交通情報(2)
- 18:30 - 小島奈津子のおかえりなさい
- 18:35 - アコム こんな旨い店知ってる?選手権プレゼンツ グルメショウアップ
- 18:40 - アダプトゲン製薬プレゼンツ　黒沢年雄の元気でGOGO！
- 18:47 - 菊正宗 ほろよいイブニングトーク
- 18:54 - 交通情報(3)
- 19:00 - （ネット1部・オープニング）ネット局飛び乗り
- 19:29 - （ネット1部・エンディング）KBS京都飛び降り
- 19:30 - （ネット2部）男と女のメイクレジェンド
- 19:37 - 曜日別コーナー

（月）松井秀喜 ワールドチャンピオンへの道
（火）田崎真也 今夜の一杯
（水）釣りバカ日記
（木）竹中平蔵ON AND ON
（金）GO!GO!エコ・エコドライブ
- 19:59 - （ネット2部・エンディング）一部地域飛び降り
- 20:00 - （ネット3部）

（水）水野真紀 つれづれラジオ
- 20:27 - ビジネスショウアップ・エンディング（11月10日 - 、放送しない場合もある）

## 概要
- 基本的なスタイルは、前期の『ネクスト!』を踏襲しているが、『GO!GO!』では「野球とニュースと歌謡曲の3本柱」というキャッチフレーズを番組中に何回か挟み込むことで、コンセプトを明示している。実際にはその3本柱に加え、松本の趣味である釣りの話も、番組の大きな要素を占めている。
- 前番組同様、キー局のニッポン放送が聴取率調査週間中などで独自のスペシャルプログラムを放送する場合は、NRNネット局向けに松本以外のスポーツアナウンサーが日替わりで担当するピンチヒッターバージョンを製作している。時折、松本一人だけのバージョンを放送する時もある。